# Liste der Nummer-eins-Hits in Dänemark (1998)
Diese Liste enthält alle Nummer-eins-Hits in Dänemark im Jahr 1998. Es gab in diesem Jahr elf Nummer-eins-Singles.

## Singles
| ← 1997 ← | Liste der Nummer-eins-Hits in Dänemark | Liste der Nummer-eins-Hits in Dänemark  | Liste der Nummer-eins-Hits in Dänemark | 1999 →                    |
| \| Zeitraum \| Wo. ges. \| Interpret \| Titel Autor(en) \| Zusätzliche Informationen \| \| (Zeitraum, Wochen auf Platz eins, Interpret, Titel, Autor[en], zusätzliche Informationen) \| \| \| \| \| \| ----------------------------------------------------------------------------------------- \| -------- \| --------------------------------------- \| -------------------------------------------------------------------------------------------------------------------------------------------------------- \| ------------------------- \| \| 18. September 1997 – 14. Januar 1998 17 Wochen \| 17 \| Elton John \| Something About the Way You Look Tonight / Candle in the Wind ’97 Elton John, Bernie Taupin \| – \| \| 15. Januar 1998 – 18. Februar 1998 5 Wochen \| 5 \| Natalie Imbruglia \| Torn Phil Thornalley, Scott Cutler, Anne Preven \| – \| \| 17. Februar 1997 – 8. April 1998 7 Wochen \| 7 \| Run-D.M.C. vs. Jason Nevins \| It’s Like That Lawrence Smith, Joseph Ward Simmons, Darryl Matthews McDaniels \| – \| \| 9. April 1998 – 22. Mai 1998 6 Wochen \| 6 \| Céline Dion \| My Heart Will Go On Will Jennings, James Horner \| – \| \| 21. Mai 1998 – 6. Juli 1998 7 Wochen \| 7 \| Hit'n'Hide \| Space Invaders \| – \| \| 7. Juli 1998 – 20. Juli 1998 2 Wochen \| 2 \| Pras Michel feat. ODB & introducing Mýa \| Ghetto Supastar (That Is What You Are) Nel Wyclef Jean, Samuel Prakazrel Michel, Russell T. Jones, Barry Alan Gibb, Robin Hugh Gibb, Maurice Ernest Gibb \| – \| \| 21. Juli 1998 – 16. September 1998 8 Wochen \| 8 \| Drömhus \| Vil Ha Dig \| – \| \| 17. September 1998 – 23. September 1998 1 Woche \| 1 \| Depeche Mode \| Only When I Lose Myself Martin L. Gore \| – \| \| 24. September 1998 – 28. Oktober 1998 5 Wochen \| 5 \| Infernal \| Kalinka \| – \| \| 29. Oktober 1998 – 9. November 1998 2 Wochen \| 2 \| Boyzone \| No Matter What Martin L. Gore \| – \| \| 10. November 1998 – 17. Januar 1999 10 Wochen \| 10 \| Cher \| Believe Brian Thomas Higgins, Paul Michael Barry, Steve Torch \| – \| |                                        |                                         | |                           |
| ← 1997 |                                        |                                         | | → 1999 →                  |
| Zeitraum | Wo. ges.                               | Interpret                               | Titel Autor(en) | Zusätzliche Informationen |
| (Zeitraum, Wochen auf Platz eins, Interpret, Titel, Autor[en], zusätzliche Informationen) |                                        |                                         | |                           |
| 18. September 1997 – 14. Januar 1998 17 Wochen | 17                                     | Elton John                              | Something About the Way You Look Tonight / Candle in the Wind ’97 Elton John, Bernie Taupin                                                              | –                         |
| 15. Januar 1998 – 18. Februar 1998 5 Wochen | 5                                      | Natalie Imbruglia                       | Torn Phil Thornalley, Scott Cutler, Anne Preven | –                         |
| 17. Februar 1997 – 8. April 1998 7 Wochen | 7                                      | Run-D.M.C. vs. Jason Nevins             | It’s Like That Lawrence Smith, Joseph Ward Simmons, Darryl Matthews McDaniels                                                                            | –                         |
| 9. April 1998 – 22. Mai 1998 6 Wochen | 6                                      | Céline Dion                             | My Heart Will Go On Will Jennings, James Horner | –                         |
| 21. Mai 1998 – 6. Juli 1998 7 Wochen | 7                                      | Hit'n'Hide                              | Space Invaders | –                         |
| 7. Juli 1998 – 20. Juli 1998 2 Wochen | 2                                      | Pras Michel feat. ODB & introducing Mýa | Ghetto Supastar (That Is What You Are) Nel Wyclef Jean, Samuel Prakazrel Michel, Russell T. Jones, Barry Alan Gibb, Robin Hugh Gibb, Maurice Ernest Gibb | –                         |
| 21. Juli 1998 – 16. September 1998 8 Wochen | 8                                      | Drömhus                                 | Vil Ha Dig | –                         |
| 17. September 1998 – 23. September 1998 1 Woche | 1                                      | Depeche Mode                            | Only When I Lose Myself Martin L. Gore | –                         |
| 24. September 1998 – 28. Oktober 1998 5 Wochen | 5                                      | Infernal                                | Kalinka | –                         |
| 29. Oktober 1998 – 9. November 1998 2 Wochen | 2                                      | Boyzone                                 | No Matter What Martin L. Gore | –                         |
| 10. November 1998 – 17. Januar 1999 10 Wochen | 10                                     | Cher                                    | Believe Brian Thomas Higgins, Paul Michael Barry, Steve Torch                                                                                            | –                         |